# José Silva Domingos
José (da) Silva Domingos (ur. 5 lutego 1941 w Alcobaça) – portugalski polityk i menedżer, parlamentarzysta krajowy, sekretarz stanu, od 1986 do 1987 poseł do Parlamentu Europejskiego II kadencji.

## Życiorys
Studiował finanse w Instytucie Ekonomii i Zarządzania w ramach Uniwersytetu Lizbońskiego. Początkowo pracował jako inspektor bankowy, następnie był menedżerem i dyrektorem zarządzającym w firmach z branży transportu morskiego, przemysłu i turystyki działających w Mozambiku i Angoli. Od 1974 do 1975 kierował portami i koleją w Angoli, następnie do 1980 zarządzał portugalskimi narodowymi przedsiębiorstwami żeglugi i transportu morskiego.
Zaangażował się w działalność polityczną w ramach Partii Socjaldemokratycznej. Pełnił funkcję sekretarza stanu odpowiedzialnego za flotę handlową (1978–1979, 1980–1981), transport międzynarodowy (1981) oraz transport wewnętrzny i komunikację (1981–1983). W latach 1979–1980 i 1983–1987 zasiadał w Zgromadzeniu Republiki (kadencje IB, III i IV), reprezentując dystrykt Viana do Castelo. Od 1 stycznia 1986 do 12 lutego 1987 wykonywał mandat posła do Parlamentu Europejskiego w ramach delegacji krajowej. Przystąpił do frakcji liberalno-demokratycznej, należał do  Komisji ds. Stosunków Gospodarczych z Zagranicą. Zrezygnował z mandatu przed końcem swojej kadencji.